# Exochus consimilis
Exochus consimilis là một loài tò vò trong họ Ichneumonidae.